# Atlapetes personatus
El saltón de tepuy o atlapetes de tepuy (Atlapetes personatus) es una especie de ave de la familia Passerellidae, que se encuentra en Brasil, Guyana y Venezuela.

## Hábitat
Vive en los matorrales de arbustos del borde del bosque húmedo de suelo arenoso, en los tepuyes, entre los 1.000 y 2.500 m de altitud.

## Descripción
En promedio mide 17,3 cm de longitud. La cabeza es rojiza, las partes superiores alas y flancos color oliva bronceado y las partes inferiores amarillas. La coloración castaña rojiza de la cabeza se extiende hasta los lados de la garganta en la subespecie A. p. collaris y por toda la garganta en las subespecies A. p. paraquensis, A. p. parui y A. p. duidae y en la subespecie A. p. jugularis la cabeza, la nuca, el cuello, la garganta y la parte superior del cuello presentan color rojizo.

## Alimentación
Se alimenta de insectos y bayas.